# EIAR
Италијанско тело за радијску бежичну телеграфију (итал. Ente Italiano per le Audizioni Radiofoniche, EIAR) било је јавни радиофузни сервис у Краљевини Италији и једино тело које је имало владину дозволу да емитује.
Из седишта у Риму (касније у Торину) овај радијски сервис био је „фашистички глас” Италије готово две деценије.

## Историја
Компанија је краљевским декретом (закон бр. 2207) основана 17. новембра 1927. године, након делимичног преузимања приватног радијског емитера Италијанска радијска унија (итал. Unione Radiofonica Italiana, URI), који је од 1924. годино био једина организација ауторизована за постављане радио-предајника и емитовање радијског програма у Фашистичкој Италији (1922—1943). У раздобљу 1929—1939. године, EIAR је представљао прву телевизијску станицу која је почела да емитује тестни програм у Италији.
Већину свог постојања председник EIAR-а је био Ђанкарло Валаури, а на том положају га је заменио Ецио Марија Греј током раздобља Италијанске Социјалне Републике (1943—1945).

## Станице и локације
На избијању Другог светског рата, станице које је су припадале EIAR-у су укључивале:
| - Торино () - Рим () - Милано () - Бари () - Наполи () - Ђенова () - Фиренца (I, II) - Болцано - Трст - Болоња | - Катанија - Анкона - Венеција - Верона - Санремо - Палермо - Падова - Триполи - Адис Абеба |

При промени почетне станице која се емитује (операција позната као „инверзија”), пуштао се такозвани птичји радио (енгл. uccellino della radio)..